# 木田建設
木田建設株式会社（きだけんせつ、 Kida Kensetsu Co., Ltd.）は、宮崎県西臼杵郡高千穂町に本社を置く、総合建設会社である。

## 事業所
- 高千穂本社　〒882-1101　宮崎県西臼杵郡高千穂町大字三田井179番地2
- 日之影支店　〒882-0401　宮崎県西臼杵郡日之影町大字七折12333番地1

## 沿革
- 1967年 「合資会社木田組」を設立。
- 1967年 「宮崎県知事許可（般-133号）」を取得。
- 1974年 「宮崎県知事許可（般-2837号）」を取得。
- 1978年 組織変更のため「芳栄建設株式会社」を設立。
- 1979年 組織変更のため「合資会社木田組」と「芳栄建設株式会社」を合併。
- 1979年 「木田建設株式会社」と組織変更をする。
- 2011年 「木田建設株式会社」「株式会社キング商事」「株式会社アラタナ」の三社による出資にて、宮崎県西臼杵郡五ヶ瀬町に「株式会社あらたな村」を設立。

## 受賞歴（抜粋）
- 日本林道協会会長賞（第7回民有林林道工事コンクール）
- 日本林道協会会長賞（第21回民有林林道工事コンクール）
- 延岡河川国道事務所長賞
- 九州森林管理局長賞（平成18年度治山・林道コンクール）
- 九州森林管理局長賞（平成21年度治山・林道コンクール）
- 林野庁長官賞（第30回治山・林道コンクール）
- 宮崎県知事賞（平成23年度宮崎県優良工事）
- 宮崎県土木施工管理技士会表彰（平成23年宮崎県優良工事）
- 宮崎県地山林道協会優良賞（第24年度回治山林道工事コンクール）
- 宮崎県地山林道協会優秀賞（第24年度回治山林道工事コンクール）
- 宮崎県知事賞（平成23年度宮崎県優良工事）
- 優秀施工者宮崎県知事表彰（平成25年度）
- 宮崎県農村振興技術連盟表彰（平成25年度）
- 西臼杵支庁賞（平成25年度）

## 主な製品
- 土木構造物の施工
- 建築構造物の設計・施工
- 電解水衛生管理システム「守る水」
- 食品資源リサイクル機器「マジックバイオくん」